# Список Гуантанамо
«Список Ґуантанамо» — умовна назва списку осіб, яким Російська Федерація заборонила в'їзд на територію країни за порушення прав людини. Це особи, пов'язані з тортурами ув'язнених і полонених у в'язницях Ґуантанамо (Куба) та Абу-Грейб (Ірак) і «особи, причетні до порушення прав і свобод російських громадян закордоном». Своєрідна відповідь на американський закон і список Магнітського.

## Передумови та законодавче впровадження
14 грудня 2012 року президент США Барак Обама підписав т. зв. «Закон Магнітського», який вводить персональні обмеження на осіб, що порушують права людини та принципи верховенства права. Акт названо на честь росіянина Сергія Магнітського, який помер 2009 року в одному з московських слідчих ізоляторів через нелюдські умови утримання. Він працював аудитором і був причетний до оприлюднення схем відмивання грошей, які використовували великі компанії. Після загибелі Магнітського та розголосу, якого набув цей випадок, російська влада звільнила низку чиновників пенітенціарної та податкової системи. Американський «Закон Магнітського» мав стати обґрунтуванням для санкцій щодо конкретних російських високопосадовців, список яких (переважно податківців і суддів) оголошено пізніше.
Відразу ж після підписання американського закону російська влада вирішила ухвалити правовий акт-відповідь, який пов'язали зі «справою Діми Яковлєва» — трагічною смертю всиновленого в США російського хлопчика, який помер улітку 2008 року від спеки в автомобілі, де його забув батько. Федеральний закон від 28 грудня 2012 року № 272-ФЗ «О мерах воздействия на лиц, причастных к нарушениям основополагающих прав и свобод человека, прав и свобод граждан Российской Федерации» (ЗМІ назвали його «законом Діми Яковлєва») передбачав, зокрема заборону громадянам США усиновлювати російських дітей-сиріт, можливість призупинення діяльності громадських організацій, які отримують фінансування зі США і становлять «загрозу інтересам Російської Федерації», арешт активів і заборону на в'їзд до Росії особам, які причетні до порушення прав і свобод людини, вчинили злочини проти громадян Росії або ухвалювали рішення про санкції стосовно громадян Росії.
13 квітня 2013 року МЗС Росії опублікувало список 18 американців, яким заборонений в'їзд до Росії. Четверо з них — це «особи, причетні до легалізації та застосування тортур до ув'язнених» («список Ґуантанамо»), ще 14 — «особи, причетні до порушення прав і свобод російських громадян закордоном».
19 липня 2014 року МЗС Росії опублікувало черговий список громадян США, яким заборонений в'їзд до РФ. Двоє з них — причетні до легалізації та застосування тортур до ув'язнених у Ґуантанамо, інші 10 — американські військовослужбовці, які знущалися над ув'язненими в спецв'язниці Абу-Грейб або покривали вчинені злочини.